# 와카시오호 기름 유출 사고

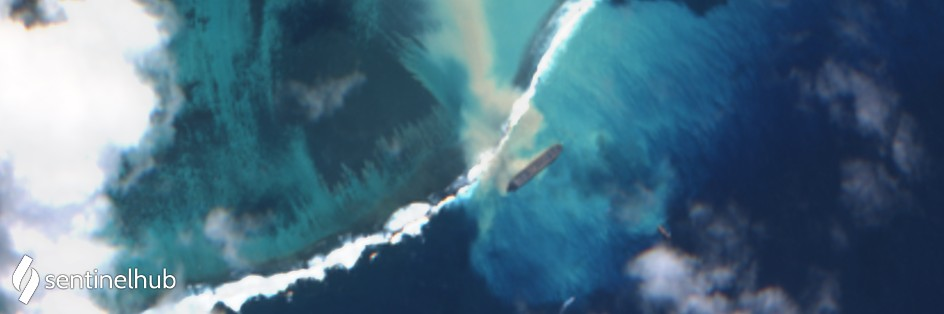
와카시오호 기름 유출

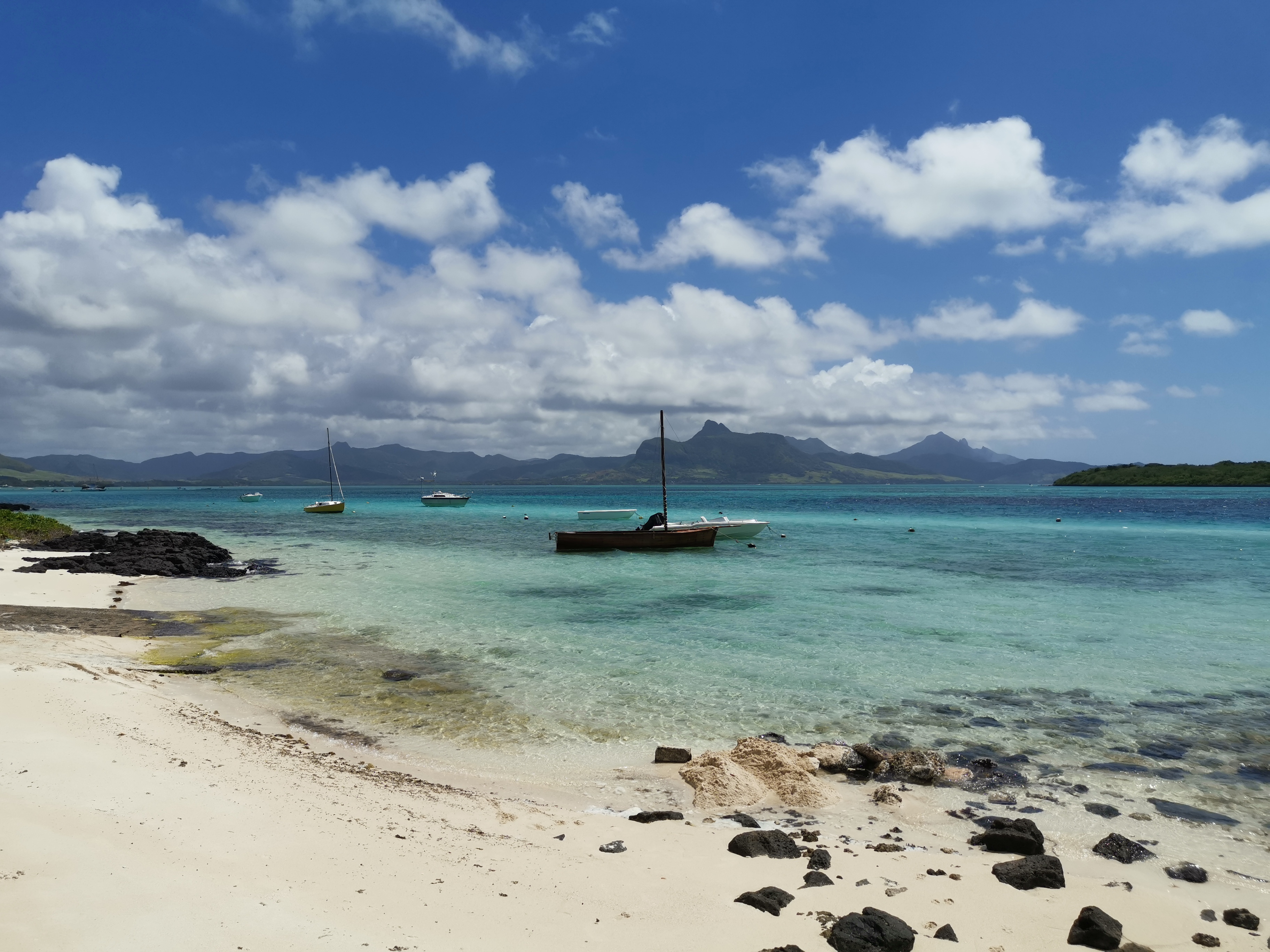
기름 유출 전 포인트데스니에 보이는 선박들

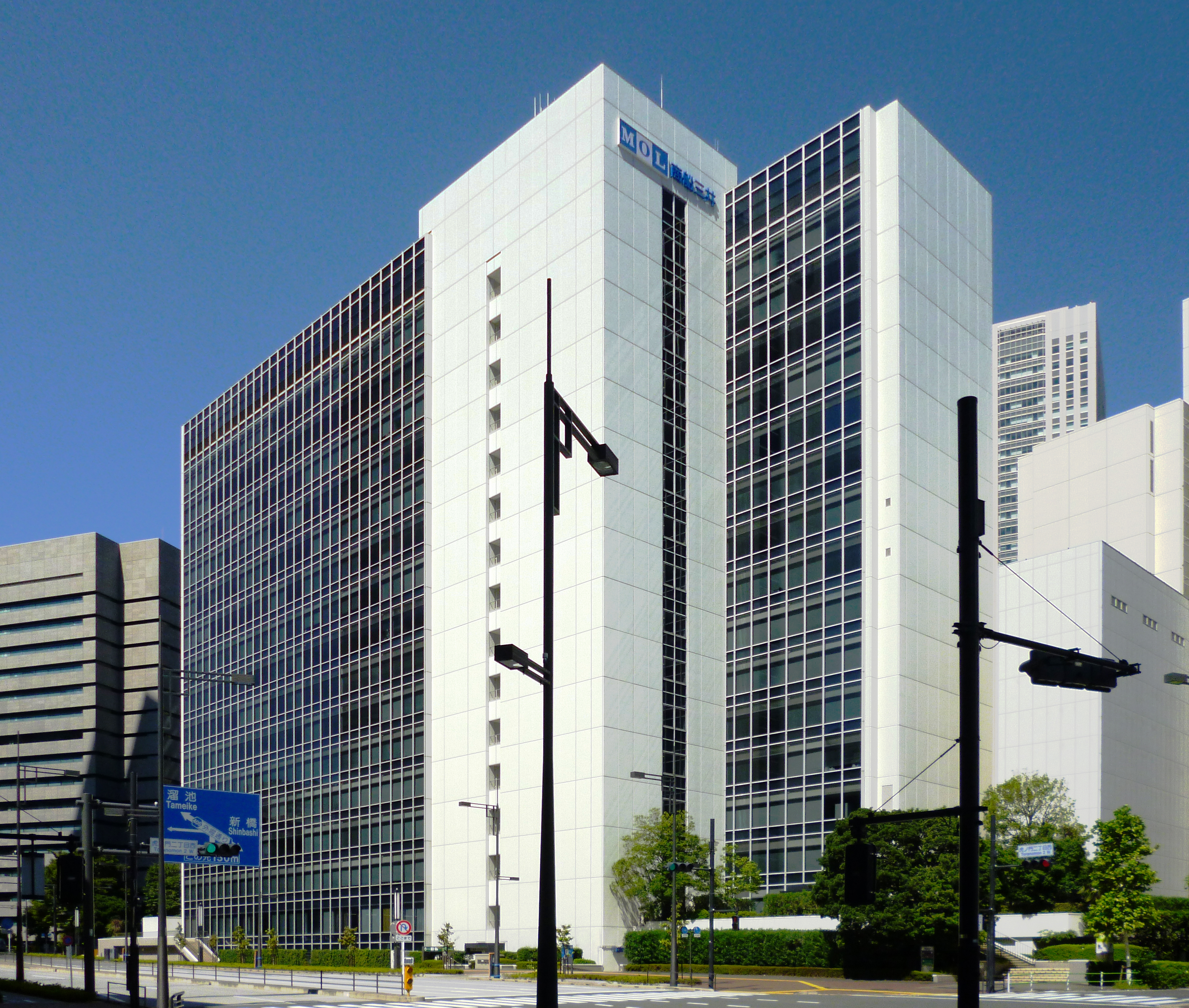
도쿄 미쓰이 O.S.K. 라인스 본사

와카시오호 기름 유출 사고는 벌크선 와카시오호가 2020년 7월 25일 16:00 UTC 즈음 산호초에 좌초된 이후 모리셔스섬 남부 포인트데스니(Pointe d'Esny) 해안에 발생한 기름 유출 사고이다. 이 선박은 이후 수주에 걸쳐 기름 유출이 시작되었으며 8월 중순에 분리되었다. 와카시오선이 반으로 쪼개지기 전에 상당한 양의 기름이 해양으로 쏟아져 나왔으며 해양에 추산 1,000톤의 기름이 쏟아져 나온 일은 일부 과학자들에 의해 모리셔스섬 최대의 환경 재난으로 불린다.

## 배경
와카시오호는 대형 케이프사이즈 산적화물선으로, 일본 쓰시에 위치한 유니버설 십빌딩 코퍼레이션에 의해 건조되었다. 2004년 9월 23일 건조가 시작되었으며 2007년 3월 9일 진수되었고 2007년 5월 30일 인도되었다. 무게는 203,000톤, 총 길이는 299.95 미터 (984 ft 1 in), 빔(beam) 길이는 50 미터 (164 ft 1 in)이다. 항해 속력 14.5 노트 (26.9 km/h)을 보이는 디젤 단발 엔진에 의해 추진된다. 이 선박은 나가시키 시핑 코퍼레이션의 관계사 오키요 마리타임 코퍼레이션 소속 선박으로, 미쓰이 O.S.K. 라인스가 운영하고 있다. 와카시오호는 일본 소유임에도 불구하고 파나마 선박으로 등록되어 항해하였다. 이 선박은 화물 없이 출항하였으며,
7월 4일 중국 롄윈강시에서 출발, 싱가포르에 정착하였고 8월 13일 브라질 투바랑에 도달할 예정이었다. 선원 20명이 배에 탑승했으며, 다친 사람은 없었다.
일본의 클래스NK 검사기관은 8월 11일 해당 선박이 3월 연례검사를 통과하였다고 언급하였다. 기업은 해당 사고가 수입에 큰 영향을 미칠지는 의문이라고 언급하였다.

## 사고
와카시오호는 7월 25일 산호초에 좌초되었으나 곧바로 기름이 유출되지는 않았다. 기름은 8월 6일 선박에서 유출이 시작되었고, 당시 모리셔스섬 정부당국은 이 유출을 통제하고 영향을 최소화함으로써 다른 나라들이 선체에 남아있는 추산 3,890톤 기름을 퍼내주는 지원을 기다리면서 해안의 환경적으로 민감한 지역을 격리시코자 애썼다. 8월 10일, 약 1,000톤의 기름이 유출되었으며 선체에 남아있는 기름은 2,500~3,000톤으로 추산되었다. 폭풍과 5미터 파도가 8월 10일 정화 노력을 중단시켰다. 모리셔스 총리 프라빈드 쿠마르 주그나우스(Pravind Kumar Jugnauth)에 따르면 선체에 간 금이 보이면서 선박이 둘로 쪼개질 것이라는 우려가 생겼다. 주그나우스는 3,000톤의 기름이 선박 기름 창고에서 쏟아져 나왔다고 언급했다. 핀란드 아이스아이(Iceeye) 위성 데이터에 따르면 해당 유출은 8월 6일 3.3제곱 킬로미터에서 8월 11일 27제곱 킬로미터로 영향을 받는 면적이 증가하였다.
당시 선박 안에 여전히 166톤의 연료가 있던 선박은 사고 후 3주가 지난 8월 15일에 두 동강이 났다. 4.5미터 높이의 파도가 정화 작업에 위협을 주었다.